# Noivinha-branca
A noivinha (Xolmis irupero) é uma espécie de ave da família Tyrannidae. Ocorre no centro e nordeste da Argentina; também na Caatinga e nas regiões pantaneiras de Brasil, Paraguai, Bolívia e Uruguai. Seus habitats naturais são matagais subtropicais ou tropicais secos.

Contém um branco brilhante, com olhos escuros, patas pretas e bico pontiagudo de médio a curto. Possui bordas pretas profundas na asa externa e uma cauda curta.